# Almonecir de la Cuba
Almonecir de la Cuba (aragonès), Almonacid de la Cuba (castellà) és un municipi d'Aragó, situat a la província de Saragossa i enquadrat a la comarca del Camp de Belchit.